# Waxiella ugandae
Waxiella ugandae är en insektsart som först beskrevs av Robert Newstead 1911.  Waxiella ugandae ingår i släktet Waxiella och familjen skålsköldlöss.
Artens utbredningsområde är Uganda. Inga underarter finns listade i Catalogue of Life.